# Nöbbele socken
Nöbbele socken i Småland ingick i Konga härad i Värend, ingår sedan 1971 i Växjö kommun och motsvarar från 2016 Nöbbele distrikt i Kronobergs län.
Socknens areal är 104,14 kvadratkilometer, varav land 93,97. År 2000 fanns här 724 invånare. Tätorten Nöbbele med sockenkyrkan Nöbbele kyrka ligger i socknen. 

## Administrativ historik
Nöbbele socken har medeltida ursprung.
Vid kommunreformen 1862 övergick socknens ansvar för de kyrkliga frågorna till Nöbbele församling och för de borgerliga frågorna till Nöbbele landskommun.  Denna senare inkorporerades 1952 i Linneryds landskommun och uppgick 1971 i Växjö kommun. Församlingen uppgick 2014 i Ingelstads församling.
1 januari 2016 inrättades distriktet Nöbbele, med samma omfattning som församlingen hade 1999/2000.
Socknen har tillhört samma fögderier och domsagor som Konga härad. De indelta soldaterna tillhörde Smålands husarregemente, Växjö kompani, och Kronobergs regemente, Liv kompaniet.

## Geografi
Nöbbele socken ligger söder och väster om Rottnen och består av flack skogsbygd med mossar.

## Fornminnen
En hällkista finns vid Värlanda gård där också ett röse finns. Flera fynd är gjorda vid ett järnåldersgravfält, Orraryds gravfält.

## Namnet
Namnet (1377 Nybele), taget från kyrkbyn, består av förledet ny och efterledet böle byggnad, bostad. Före 1919 skrevs namnet också Nöbbeled.

### Fotnoter
1. 1 2 3  Svensk Uppslagsbok andra upplagan 1947–1955: Nöbbele socken
2. 1 2  Harlén, Hans; Harlén Eivy (2003). Sverige från A till Ö: geografisk-historisk uppslagsbok. Stockholm: Kommentus. Libris 9337075. ISBN 91-7345-139-8
3. ↑  ”Församlingar”. Statistiska centralbyrån. https://www.scb.se/hitta-statistik/regional-statistik-och-kartor/regionala-indelningar/forsamlingar/. Läst 30 december 2022.
4. ↑  Administrativ historik för Nöbbele socken (Klicka på församlingsposten). Källa: Nationella arkivdatabasen, Riksarkivet.
5. 1 2  Sjögren, Otto (1931). Sverige geografisk beskrivning del 2 Östergötlands, Jönköpings, Kronobergs, Kalmar och Gotlands län. Stockholm: Wahlström & Widstrand. Libris 9939
6. 1 2 3  Nationalencyklopedin
7. ↑  Fornlämningar, Statens historiska museum: Nöbbele socken
8. ↑  Fornminnesregistret, Riksantikvarieämbetet: Nöbbele socken Fornminnen i socknen erhålls på kartan genom att skriva in sockennamn (utan "socken") i "Ange geografiskt område"